# Inese Vaidere
Inese Vaidere, född 3 september 1952 i Jelgava i Lettland, är en lettisk politiker som tjänstgör som ledamot av Europaparlamentet (MEP).

## Politisk karriär

### Roll i rikspolitiken
Vaidere var miljöminister i Krištopans regering från 1998 till 1999, vice borgmästare i Riga från 2001 till 2002 och medlem av Saeima från 2002 till 2004.

### Ledamot av Europaparlamentet, 2004–nuvarande
Vaidere valdes in i Europaparlamentet 2004 från listan Fosterland och frihet/LNNK och satt med i Gruppen Unionen för nationernas Europa. 2009 valdes hon in från Civic Unions lista och satt i Europeiska folkpartiets grupp.
Mellan 2004 och 2014 var Vaidere ledamot av Utskottet för utrikesfrågor och Underutskottet för mänskliga rättigheter. 2013 utarbetade hon Europaparlamentets rapport om den finansiella och ekonomiska krisens inverkan på mänskliga rättigheter, som uppmanar EU att hjälpa utvecklingsländerna att skapa system för socialt skydd.
2014 placerades Vaidere på 6:e plats på Enhet (Lettland)-listan och placerades på 5:e plats av väljarna. Enhet vann 4 av Lettlands mandat i Europaparlamentet och hon valdes inte. Men den första kandidaten som valdes på listan, Valdis Dombrovskis, blev EU-kommissionär för euron och den sociala dialogen den 1 november 2014 och upphörde att vara parlamentsledamot. Vaidere, som näst i raden på Enhetlistan, ersatte honom i parlamentet.
Från 2014 till 2019 var Vaidere ledamot av Europaparlamentets budgetutskott. Sedan 2019 har hon suttit i Europaparlamentets utskott för ekonomi och valutafrågor. Utöver sina utskottsuppdrag är hon medlem av Europaparlamentets intergrupp för integritet (transparens, anti-korruption och organiserad brottslighet), Europaparlamentets intergrupp för traditionella minoriteter, nationella gemenskaper och språk, Europeiska parlamentet. Parlamentets intergrupp för små och medelstora företag (SMF), Europaparlamentets intergrupp för den digitala agendan och Europeiska internetforumet.

### Politiska ståndpunkter
Vaidere har undertecknat Pragdeklarationen om europeiskt samvete och kommunism.
2015 rapporterade nyhetsmedier att Vaidere fanns med på en rysk svartlista över framstående personer från EU som inte får komma in i landet.